# Bulan (Sorsogon)
Bulan is een gemeente in de Filipijnse provincie Sorsogon in het zuidoosten van het eiland Luzon. Bij de laatste census in 2007 had de gemeente bijna 92 duizend inwoners.

## Geografie

### Bestuurlijke indeling
Bulan is onderverdeeld in de volgende 63 barangays:
| - A. Bonifacio - Abad Santos - Aguinaldo - Antipolo - Beguin - Benigno S. Aquino - Bical - Bonga - Butag - Cadandanan - Calomagon - Calpi - Cocok-Cabitan - Daganas - Danao - Dolos | - E. Quirino - Fabrica - G. Del Pilar - Gate - Inararan - J. Gerona - J.P. Laurel - Jamorawon - Lajong - Libertad - M. Roxas - Magsaysay - Managanaga - Marinab - Montecalvario - N. Roque | - Namo - Nasuje - Obrero - Osmeña - Otavi - Padre Diaz - Palale - Quezon - R. Gerona - Recto - Sagrada - San Francisco - San Isidro - San Juan Bag-o - San Juan Daan - San Rafael | - San Ramon - San Vicente - Santa Remedios - Santa Teresita - Sigad - Somagongsong - Taromata - Zone I Pob. - Zone II Pob. - Zone III Pob. - Zone IV Pob. - Zone V Pob. - Zone VI Pob. - Zone VII Pob. - Zone VIII Pob. |

## Demografie
Bulan had bij de census van 2007 een inwoneraantal van 91.730 mensen. Dit zijn 9.042 mensen (10,9%) meer dan bij de vorige census van 2000. De gemiddelde jaarlijkse groei komt daarmee uit op 1,44%, hetgeen lager is dan het landelijk jaarlijks gemiddelde over deze periode (2,04%). Vergeleken met de census van 1995 is het aantal mensen met 17.511 (23,6%) toegenomen.

De bevolkingsdichtheid van Bulan was ten tijde van de laatste census, met 91.730 inwoners op 196,96 km², 465,7 mensen per km².